# Engoulevent des Andaman
Caprimulgus andamanicus
Espèce
Statut de conservation UICN

 LC  : Préoccupation mineure
L'Engoulevent des Andaman (Caprimulgus andamanicus) est une espèce d'oiseaux de la famille des Caprimulgidae.

## Répartition
Cette espèce est endémique des îles Andaman.